# 田北荡
30°56′33″N 120°43′13″E / 30.94246°N 120.72038°E
田北荡是一个位于中国浙江省嘉兴市的淡水湖，面积约为1.49平方千米，属于长江区。

## 特点
它的一级流域为长江流域，二级流域为长江干流水系。最大水深为4米。1995年5月中旬，由于污染加重，嘉兴北部水域受到污染，田北荡、荷花荡、小曲荡出现大面积死鱼。